# شيرآباد
شيرآباد هي مدينة ومقر مقاطعة شيرآباد في ولاية صرخنداريا في أوزبكستان.